# Rożnowo (Banie)
Rożnowo (deutsch Rosenfelde) ist ein Dorf in der polnischen Woiwodschaft Westpommern. Es gehört zur Gmina Banie (Gemeinde Bahn) im Powiat Gryfiński (Greifenhagener Kreis).

## Geographische Lage
Das Dorf liegt in Hinterpommern, etwa 35 Kilometer südlich der Stadt Stettin und zwölf Kilometer südöstlich der Kreisstadt Gryfino (Greifenhagen).

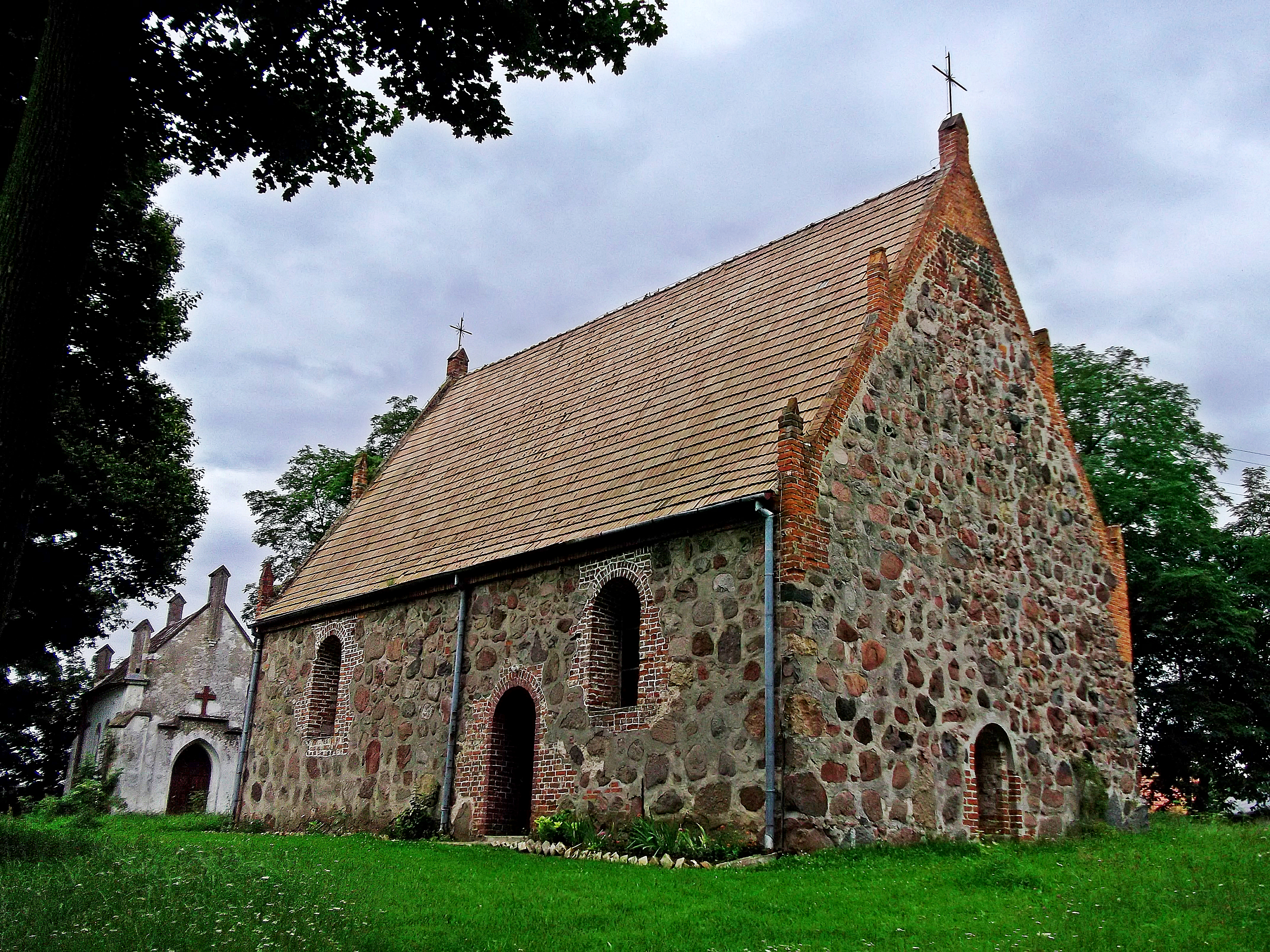
Dorfkirche, bis 1945 Gotteshaus der evangelischen Gemeinde Rosenfelde

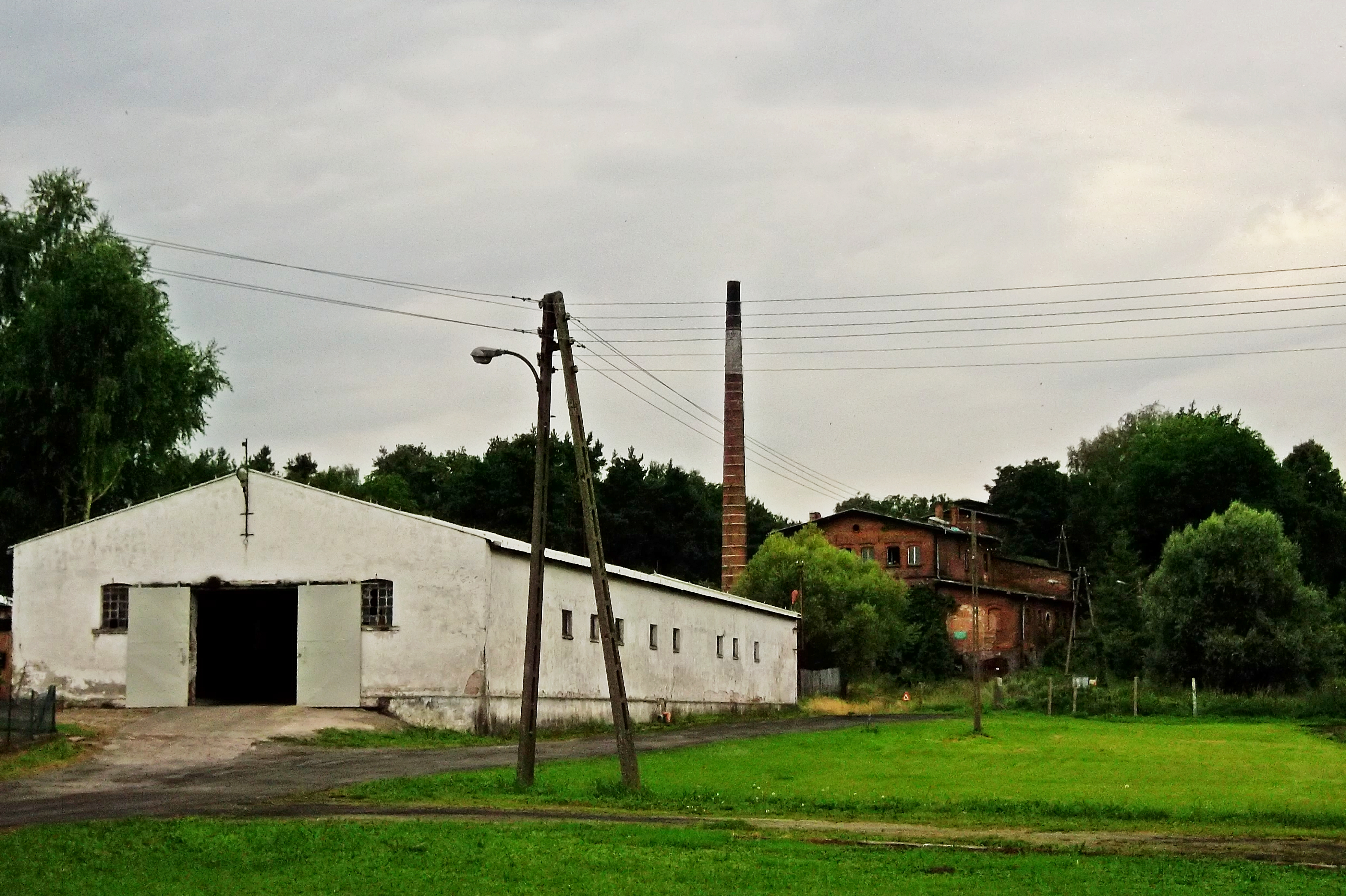
Gebäude im früheren Gutspark Rosenfelde

## Geschichte
Das Dorf war ein Lehen der adligen Familie  von Steinwehr, später der adligen Familie von Ankersheim. 1756 wurde es allodifiziert. 1779 verkaufte Friedrich Ludwig von Ankersheim es an den Landrat Franz von Steinaecker. In Ludwig Wilhelm Brüggemanns Ausführlicher Beschreibung des gegenwärtigen Zustandes des Königlich Preußischen Herzogtums Vor- und Hinterpommern (1784) wurde Rosenfelde wie folgt beschrieben: Es gab damals sechs Kossäten, eine Schmiede, einen Heidewärter und einen Schulmeister, insgesamt 24 Haushaltungen „(Feuerstellen“). Ferner bestand eine Kirche, die eine Filialkirche der Kirche in Stecklin war.
1874 wurde Rosenfelde Amtssitz und damit namensgebend für den neu errichteten Amtsbezirk, der bis 1945 bestand und zum Kreis Greifenhagen im Regierungsbezirk Stettin der preußischen Provinz Pommern gehörte. Im Jahre 1910 zählte Rosenfeld insgesamt 253 Einwohner, von denen 27 im Dorf und 226 im Gutsbezirk lebten. Vor 1927 wurde der Gutsbezirk in die Gemeinde Rosenfeld eingemeindet.
Die Gemeinde Rosenfelde umfasste in den 1920er Jahren eine Fläche von 8,9 km² und zählte im Jahre 1925 eine Bevölkerung von 256 Einwohnern, von denen 120 männlich (47,1 %) und 135 weiblich (52,9 %) waren. Sie wohnte in 63 Haushaltungen. Die Zahl der Einwohner verringerte sich bis 1933 auf 217 und belief sich 1939 auf 195.
Am Ende des Zweiten Weltkriegs wurde Rosenfelde 1945 seitens der sowjetischen Besatzungsmacht mit dem gesamten pommerschen Gebiet östlich der Oder (polnisch Odra) der Volksrepublik Polen zur Verwaltung unterstellt. Das Dorf wurde von den Polen in „Rożnowo“ umbenannt. In der Folgezeit wurde die einheimische Bevölkerung von der polnischen Administration aus dem Kreisgebiet vertrieben. 
Heute ist das Dorf eine Ortschaft im Verbund der Landgemeinde Banie (Bahn) im Powiat Gryfiński (Kreis Greifenhagen) in der Woiwodschaft Westpommern.

### Amtsbezirk Rosenfelde (1874–1945)
Der Amtsbezirk Rosenfelde bestand 1908 aus fünf Gemeinden, am Ende waren es aufgrund struktureller Veränderungen noch drei:
| Name             | Polnischer Name | Bemerkungen                                            |
| ---------------- | --------------- | ------------------------------------------------------ |
| Bayershöhe       | Steklinko       |                                                        |
| Rosenfelde, Dorf | Rożnowo         |                                                        |
| Rosenfelde, Gut  |                 | nach 1927 in die Landgemeinde Rosenfelde eingegliedert |
| Stecklin, Dorf   | Steklno         |                                                        |
| Stecklin, Gut    |                 | nach 1927 in die Landgemeinde Stecklin eingegliedert   |

## Religionen

### Evangelisch
In Rosenfelde bestand bis 1945 eine evangelische Kirchengemeinde mit eigenem Gotteshaus und war eine Filialgemeinde der Pfarrei Stecklin (polnisch Steklno) im Kirchenkreis Greifenhagen (Gryfino) in der Kirchenprovinz Pommern der Kirche der Altpreußischen Union. Mit 253 Kirchengliedern (99,2 %) war 1925 die große Mehrheit der Einwohner Rosenfeldes evangelischen Glaubens. Darüber  hinaus gab es in Rosenfelde zwei Katholiken (0,8 %).
Flucht und Vertreibung der einheimischen Bevölkerung machten nach 1945 kirchliches Leben nahezu unmöglich. Heute gehören die in Rożnowo lebenden evangelischen Einwohner zur Kirchengemeinde der St.-Trinitatis-Kirche Stettin in der Diözese Breslau der Evangelisch-Augsburgischen Kirche in Polen.

### Römisch-katholisch
Die wenigen katholischen Einwohner Rosenfeldes gehörten vor 1945 zur Pfarrgemeinde in Pyritz (polnisch Pyrzyce). Nach 1945 siedelten sich in Rożnowo polnische Bürger fast ausnahmslos katholischer Konfession an, die die örtliche bisher evangelische Kirche als ihr Gotteshaus nutzten und heute in die Pfarrgemeinde Lubanowo (Liebenow) im Bistum Stettin-Cammin der Römisch-katholischen Kirche in Polen eingepfarrt sind.

## Persönlichkeiten
- Franz von Steinaecker (1750–1832), erwarb 1773 das Gut Rosenfelde und starb hier am 31. März 1832
- Fritz von Steinaecker (1849–1918), Rittergutsbesitzer und Mitglied des Deutschen Reichstages
- Łukasz Urban (1979–2016), der bei dem Anschlag auf den Berliner Weihnachtsmarkt an der Gedächtniskirche am 19. Dezember 2016 vom Attentäter erschossene Fahrer des LKW lebte in Rożnowo[9]

## Verkehr
Rożnowo liegt verkehrsgünstig an der Woiwodschaftsstraße 121 (Teilstück der einstigen deutschen Reichsstraße 113), die die Landesstraßen 31 und 26 verbindet. Außerdem enden Nebenstraßen aus nördlicher bzw. südlicher Richtung im Ort.